# Бествінка
Бествінка (пол. Bestwinka) — село в Польщі, у гміні Бествіна Бельського повіту Сілезького воєводства.
Населення — 1612 осіб (2011).
У 1975—1998 роках село належало до Катовицького воєводства.

## Географія
Селом протікає річка Ленкавка.

## Демографія
Демографічна структура станом на 31 березня 2011 року:
|          | Загалом | Допрацездатний вік | Працездатний вік | Постпрацездатний вік |
| -------- | ------- | ------------------ | ---------------- | -------------------- |
| Чоловіки | 821     | 180                | 568              | 73                   |
| Жінки    | 791     | 138                | 488              | 165                  |
| Разом    | 1612    | 318                | 1056             | 238                  |